# Wlassakgraben
Der Wlassakgraben ist ein Bach im 13. Wiener Gemeindebezirk Hietzing. Er ist ein Zubringer des Lackenbachs.

## Verlauf
Der Wlassakgraben hat in seinem oberirdischen Verlauf eine Länge von 620 m bei einer Höhendifferenz von 41 m. Sein Einzugsgebiet ist 0,4 km² groß.
Der Bach verläuft zunächst offen entlang der Wlassakstraße im Siedlungsgebiet des Bezirksteils Ober St. Veit. Anfangs ein befestigter Graben, bildet er später ein kleines Kerbsohlental heraus. Zuletzt wird er als Bachkanal geführt, der bei der Evangelischen Friedenskirche unterirdisch in den Lackenbach mündet.
Beim Wlassakgraben besteht eine im Wiener Vergleich hohe, wenn auch nicht sehr hohe Gefahr von Überflutungen. Im Fall eines Jahrhunderthochwassers sind in geringem Ausmaß Infrastruktur, jedoch keine Wohnbevölkerung betroffen.

## Geschichte
Die Wlassakstraße wurde 1931 nach dem Arzt Rudolf Wlassak (1865–1930) benannt. Die Posthorn-Siedlung beim Wlassakgraben geht auf die letzten Jahre des Zweiten Weltkriegs zurück.

## Ökologie
Der Wlassakgraben ist ein Lebensraum der Mückenfledermaus (Pipistrellus pygmaeus) und der Zwergfledermaus (Pipistrellus pipistrellus). Im Bereich des Jennerplatzes wächst ein von Eschen geprägter Ufergehölzstreifen, in dem auch Bruch-Weiden zu finden sind. Eine problematische invasive Pflanze am Wlassakgraben ist der Japanische Staudenknöterich.